# Martinho Ferreira Matos
Martinho Ferreira Matos ou Martinho Ferreira de Mattos (Itapicuru, 11 de novembro, ) foi um latifundiário baiano.

## Biografia
Aristocrata rural, com ascendência na Casa da Torre e no senhoril que durante séculos administrou algumas das sesmarias pertencentes aos atuais estados da Bahia e Sergipe. Sua família paterna, foi uma das encarregadas pelo desbravamento dos sertões baiano, para criação de gado e mercado canavieiro, fixando-se nos atuais municípios de Monte Santo, Curaçá, Patamuté, Cícero Dantas, Itapicuru e Rio Real. No recôncavo, possuía numeroso parentesco, dentre eles, o Barão de Villa Viçosa e Santo Amaro da Purificação. Seu pai, Coronel Galdino Ferreira de Mattos, possuía influência politica, além de estreito vinculo de amizade com o poderoso Barão de Geremoabo.
Pelo lado materno, descende da família luso-brasileira, Pereira e Mello. Sua mãe, Anna Evangelista Pereira e Mello, era filha do Coronel João Evangelista Pereira e Mello, que foi Juiz de Direito da comarca de Bom Conselho até 1894, quando a cidade foi invadida por "conselheiristas" que, contrários ao casamento civil, além de expulsarem as autoridades locais, torturaram o escrivão de casamentos, acusando-o de usurpar as funções do vigário, sendo citado em "Os Sertões", de Euclides da Cunha. Depois desse episódio, foi transferido para a cidade de Juazeiro, onde fixou-se.
Martinho, juntamente com os seus irmãos, João Ferreira de Mattos e Torquato Ferreira de Mattos, fixaram-se em Bom Conselho, no final do século XIX, por intermédio do então amigo da família, o Barão de Geremoabo. A família possuía latifúndios destinados a criação de gado. 
Martinho era tio da Dra. Dalva Ferreira de Mattos, fundadora da Organização Auxílio Fraterno- OAF, instituída em 1958, em Salvador. 
Na política, Martinho passou o seu legado para a neta Agenilda Ferreira Ribeiro de Jesus Pereira, que foi vereadora na cidade de Cícero Dantas por quatro mandatos e primeira-dama laureada pelo seu destacado trabalho à frente da Secretaria de Assistência Social. 
Nos anos 10, adquiriu o Engenho Olhos D’Água, localizado no município de Simão Dias, antiga propriedade do Coronel Nono Zacarias. Nesse período possuiu latifúndios de cana-de-açúcar, comercializando-a em larga escala, inclusive para exportação. 
O antigo Engenho Olhos D'Água, hoje denomina-se Fazenda Tamanduá. 

## O Engenho Olhos D'Água
No Engenho havia a casa-grande, a capela, os casebres onde residiam os serviçais, a casa de purgar (destinada ao branqueamento do açúcar), os balcões, as fornalhas e as demais moendas. A casa-grande era cercada por um enorme alpendre, em estilo colonial, marcada por sete janelas e uma grande porta de entrada ao centro, que dava acesso ao casarão. 

## Ataque de Lampião e seu cangaço ao Engenho Olhos D'Água
Em passagem por Simão Dias, os cangaceiros contornaram a ponta da Serra do Cabral e dirigiram-se ao Engenho Olhos D'Água. Ao chegar, o cangaceiro Corisco, pressionou o Coronel Martinho Ferreira Matos, exigindo dois contos de réis. Martinho, jurava não dispor da determinada quantia no momento, oferecendo-lhe algumas das joias da sua esposa como pagamento. Lampião, notando que as filhas de Martinho Ferreira usavam cabelos curtos, mandou Zé Baiano castigar as moças com a famosa palmatória. A mãe, dona Marcolina, correu em socorro das filhas e acabou sendo violentada também.
Lampião, explicou a razão do castigo: -Tou fazeno isso pra dá educação a voceis, já qui seu pai num dá! Muié de cabelo curto é muié ruim!
Dona Marcolina Ferreira, encontrava-se convalescente do seu último parto quando fora castigada, o que a deixou sequelada, levando-a a óbito alguns dias depois. O Cel. Martinho Ferreira Matos, homem acostumado ao respeito, foi levado preso junto a mais dois rapazes (o filho do Sr. Fausto Dodô e outro rapaz chamado Marcos Felipe). Ao penetrar na Bahia, uma légua adiante, Lampião mandou soltar os reféns, na Fazenda Cavaco, ao norte de Paripiranga.
Cicinato Ferreira Neto, em sua obra "A Misteriosa Vida de Lampião", citou: "Em Anápolis, os habitantes fugiram todos apavorados ante a iminência de um ataque. Porém, a cidade sergipana escapou, pois a maior preocupação dos cangaceiros era mesmo fugir em direção à Bahia. Porém, antes de atingir o território baiano, o bando cometeu atrocidades no caminho. Segundo escritor sergipano, os cangaceiros fizeram reféns no povoado Tabocas, perto de Simão Dias. O coronel Martinho Ferreira também foi feito refém quando Lampião invadiu o seu engenho Olhos D'Água. Moradores foram surrados e residências saqueadas."
Nesse período, surgiram mais boatos de que Lampião tinha sido morto ou capturado pelas forças revolucionárias de Sergipe. No final de outubro, a revolução capitaneada pela Aliança Liberal, pelos tenentes e pelos partidários de Getúlio Vargas foi vitoriosa e derrubou o governo Washington Luís, pondo fim ao ciclo da chamada República Velha. No Nordeste, a movimentação de tropas era imensa e, nas capitais, realizavam-se as deposições de dirigentes aliados ao antigo governo. Foi nesse ambiente de efervescência que se espalharam surpreendentes notícias.
Martinho Ferreira Matos, nunca se recuperou da humilhação sofrida. Durante muitos anos, caminhou como um autômato, de um lado para o outro, na calçada da casa-grande do engenho, um sobrado colonial com uma porta central e sete janelas.Com a decadência do comércio canavieiro e sequelado pelos acontecimentos, o coronel migrou para o estado da Bahia com os seus herdeiros, para um dos seus latifúndios, este denominado, Fazenda Garajau.